# حمار قبان
حمار قبّان أو عَيْر قبّان أو الهَدَبة أو قمل الغابة أو الظُرْمُوط هو أحد القشريات ذات الهيكل الخارجي الصلب، والمجزأ، والطويل وأربعة عشر ساقًا. قملة الخشب تنتمي للرتبة الفرعية أونسيديا (Oniscidea) داخل الرتبة إيسبودا (Isopoda)، بما يزيد عن 3000 نوع.
يمكن لقملة الخشب من جنسأرماديليوم (Armadillidium) أن تتجدد في مجال مثالي تقريبًا كآلية دفاعية، وبالتالي نجد أن هناك أسماء من بين الأسماء الشائعة مثل حشرة القرص الطبي (pill bug) أو رولي بولي (roly-poly) (الحشرة المتجددة الممتلئة). إلا أن أغلب أنواع قمل الخشب لا يستطيع فعل ذلك.

## الأسماء الشائعة
تختلف الأسماء الشائعة لقملة الخشب في جميع أنحاء العالم المتحدث باللغة الإنجليزية. وهناك عدد من الأسماء الشائعة يشير إلى أن بعض الأنواع من قمل الخشب يمكن يتجدد داخل كرة. وهناك أسماء أخرى تقارن قمل الخشب بالخنزير.
تشمل تلك الأسماء: «الحشرة المدرعة»،  و«باني القوارب» (نيو فاوندلاند، كندا)،  و«النجار» أو «كافنر» (نيو فاوندلاند ولابرادور، كندا)،  و«خشبة الجبن» (القراءة، بيركشاير (بيركشاير)),  و«الحشرة الجبنية» (شمال غربكينت (Kent))،  و«حشرة السيزموغراف» (يطلق أيضًا على يرقة النملة الأسد)،  و«حشرة القرص الطبي» (يتم استخدام هذا الاسم عادةً مع نوع أرماديليوم (Armadillidium))،  و«حشرة البطاطس»،  و«الحشرة المتجددة الممتلئة»،  و«الحشرة الخنزيرة»،  و«الحشرة المتجددة»،  و«الحشرة الطائشة» أو «الخنزير الطائش» (ديفون (Devon))،  و«الدويبة الصغيرة» (سكوتلاندا، نيوزلاندا، وأستراليا)،  و«الخنزيرة جرمر» (كورنوال (Cornwall))،  و«الفتى الجزار» (أستراليا), و«دودة القنادر» في بغداد، و«حشرة الخشب» (كولومبيا البريطانية،  و«أم الخريز» في مناطق أخرى.

## الوصف ودورة الحياة
لدى قمل الخشب قشرةــ مثل الهيكل الخارجي، والذي يجب أن يزول تدريجيًا كلما نمى. يحدث انسلاخ الجلد تدريجيًا على مرحلتين؛ يزول النصف الخلفي أولاً، ثم بعدها بيومين أو ثلاثة أيام في وقت لاحق تزول المقدمة. تختلف طريقة الانسلاخ هذه عن أغلب المفصليات، التي تقوم بتغيير قشرتها في عملية واحدة. يعتمد معدل الاستقلاب في قمل الخشب على درجة الحرارة. وعلى النقيض من الثدييات، والطيور، واللافقريات ليست «ذاتية التدفئة»: درجة الحرارة الخارجية البيئية ترتبط مباشرة مع معدل التنفس.
سوف تظل أنثى قمل الخشب في مخصب البيض في جراب على الجانب السفلي من جسمها إلى أن يفقس صغارًا بيضًا. ثم تظهر الأم بعد ذلك لتلد صغارها. الإناث أيضا قادرة على إعادة الإنتاج لاجنسيًا.
على الرغم من كونه من القشريات مثل جراد البحر أو السلطعون، إلا أن طعم قمل الخشب كريه يشبه «البول المركز».

## الحشرة القرصية والدودة الألفية القرصية
(Glomeris marginata)
ان الحشرة القرصية (قمل الخشب من سلالة الأرماديليوم) (Armadillidiidae) يتم الخلط بين الدودة الألفية القرصية. كلتا المجموعتين من المفصليات البرية المجزأة ولهما نفس الحجم تقريبًا. ويعيشان في بيئات متشابهة جدًا، كما أن كلتيهما لديهما القدرة على التجديد داخل كرة. تبدو كل من الحشرة القرصية والدودة الألفية القرصية ظاهريًا متشابهتان للعين المجردة. يعد هذا مثالاً للتطور المتقارب.
يمكن التفريق بين الدودة الألفية القرصية وقملة الخشب على أساس وجود زوجين من الأرجل في كل جزء من أجزاء الجسم بدلاً من زوج واحد مثل كل الحشرات ذات الأرجل المتساوية. كما أن الدودة الألفية القرصية لديها ثلاثة عشر جزءًا في جسمها، بينما قمل الخشب ليس به سوى أحد عشر جزءًا فقط. وبالإضافة إلى ذلك، الدودة الألفية القرصية أكثر سلاسة، وتشبه الدودة الألفية العادية في التلوين وشكل أجزاء الجسم.

## البيئات
على الرغم من وجودها في جميع أنحاء العالم، جاء قمل الخشب الموجود في الأمريكتين من أوروبا عن طريق البحر إلى جانب البشر.
يتنفس قمل الخشب، الذي يعيش في البيئة البرية، عن طريق القصبة الهوائية مثل الرئتين في أرجله الخلفية التي تشبه المجداف (متعدد الأرجل)، وتسمى رئتا الأرجل المتعددة. تحتاج قملة الخشب إلى الرطوبة لأنها تفقد المياه بسرعة بسبب الإفراز ومن خلال بشرة، وبالتالي فإنها عادةً ما تكون موجودة في أماكن رطبة مظلمة، مثل أسفل الصخور وجذوع الأشجار، على الرغم من نوع واحد، هميليبستوس ريوموري (Hemilepistus reaumuri)، تسكن «البيئات الأكثر جفافًا التي يغزوها أي نوع من القشريات». إنها عادةً ما تكون ليلية وتتغذى على النفايات، فهي تتغذي غالبًا على النباتات الميتة.
هناك عدد من قمل الخشب عاد إلى الماء. إن الأنواع القديمة التطورية أنواع برمائية، مثل دويبة البحر المائية (ليجيا أوشينيكا (Ligia oceanica))، التي تنتمي إلى سلالة ليجيدي (Ligiidae).
هناك أمثلة أخرى تشمل بعض هالونسكس (Haloniscus) الأنواع من أستراليا (Australia) (السلالة سكايفسيدي (Scyphacidae))، وفي نصف الكرة الشمالي توجد عدة أنواع من ترتشونسيدي (Trichoniscidae) وثيلاندونسكس (Thailandoniscus annae) (سلالة ستايلونيسيديا (Styloniscidae)). تشمل الأنواع التي يمكن أن تتكيف مع الحياة المائية كلاً من تيفلوترتشولغودس أكويتيكوس (Typhlotricholigoides aquaticus) (المكسيك) وكنتابرونسكس بريميتيفوس (Cantabroniscus primitivus) (إسبانيا).

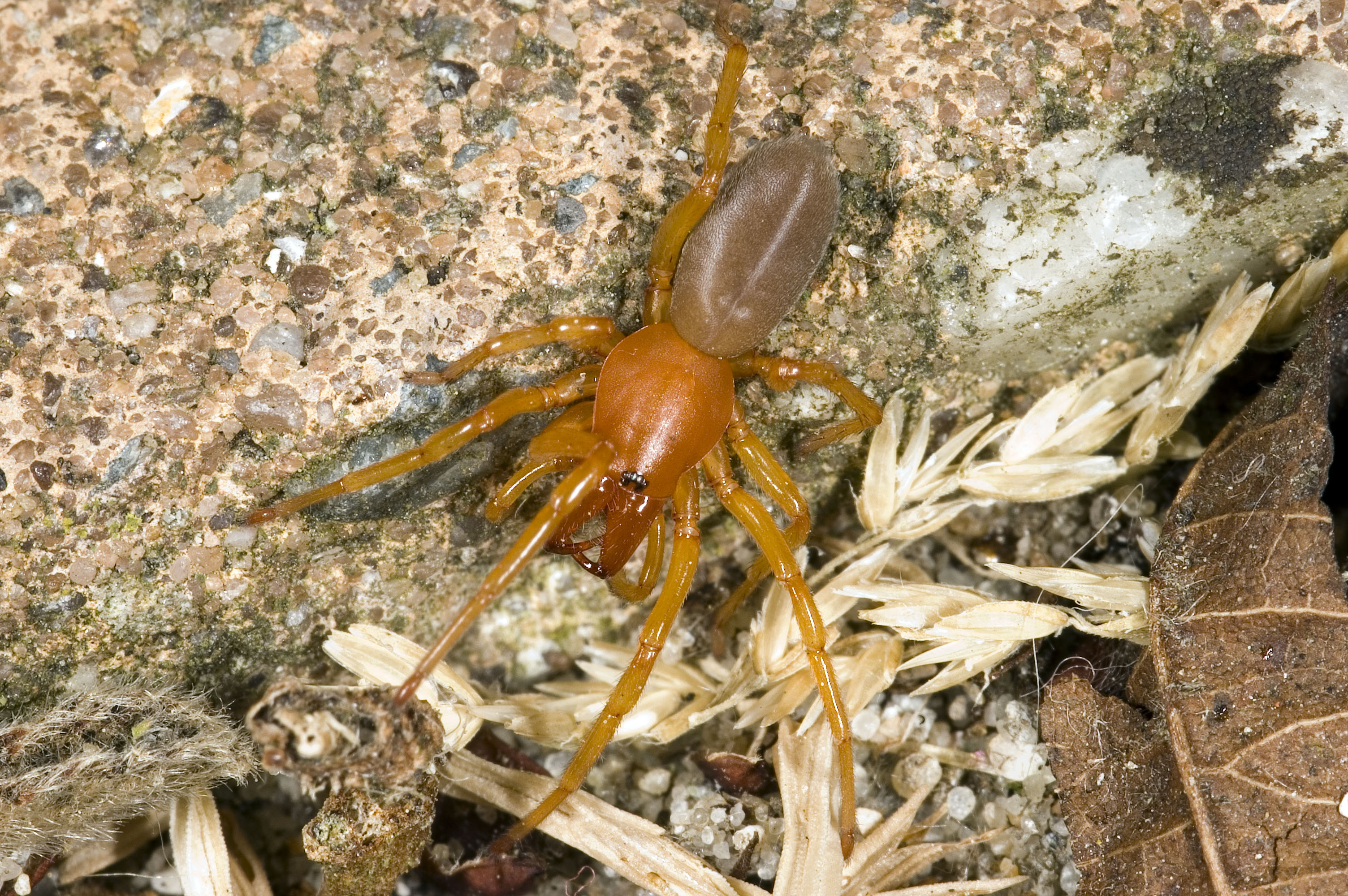
هناك نوع من العناكب المفترسة يسمى ديسديرا كروكيتا (Dysdera crocata) يتغذى بشكل حصري على قمل الخشب.

تعتبر قملة الخشب غذاء لمجموعة واسعة من آكلات الحشرات، ولكن الحشرات الوحيدة التي تتغذى على قمل الخشب بشكل حصري هي العناكب من نوع ديسديرا (Dysdera)، مثل عنكبوت قمل الخشب ديسديرا كروكيتا (Dysdera crocata).

## قمل الخشب كحيوانات أليفة
على الرغم أن قمل الخشب، مثل ديدان الأرض، يتم اعتباره مفيدًا بشكل عام في الحدائق لدوره في إنتاج السماد وتقليب التربة، إلا إنه يتغذى على النباتات المزروعة، مثل الفراولة الناضجة والشتلات الناعمة.
كما يمكن أيضا لقمل الخشب أن يغزو المنازل بشكل جماعي بحثًا عن الرطوبة ويمكن أن يشير وجوده إلى مشاكل الرطوبة. ومع ذلك، لا يُنظر إليه عادة باعتباره آفة منزلية خطيرة لأنه لا ينشر الأمراض ولا يضر بالخشب أو البنايات.

## الجزر البريطانية
يوجد ما يزيد عن 40 نوعًا محليًا أو متجنسًا من قمل الخشب في الجزر البريطانية، يتراوح لونها وحجمها ((3–30 مليمتر or 0.1–1.2 بوصات)) ومنها خمسة أنواع فقط شائعة: أونيسكس أسيلوس (Oniscus asellus) (قملة الخشب الشائعة اللامعة)، وبروسليو سكابر (Porcellio scaber) (قملة الخشب الشائعة الخشنة)، وفلوسكيا مسكورم (Philoscia muscorum) (قملة الخشب الشائعة المخططة)، وترتشونسكو بوسيلوس (Trichoniscus pusillus) (قملة الخشب الشائعة القزمة)، وأرماديليديم فولغير (Armadillidium vulgare) (الحشرة القرصية الشائعة).

## التصنيف
الرتبة/القسم دبلوتشيتا
- ليجيدي (Ligiidae)

؛ الرتبة هولوفيرتيكاتا (Holoverticata)
- القسم: تيليدا (Tylidae)

- تيليدي (Tylidae)

- القسم: ميكروتشيتا (Microcheta)

- مسونيسيدي (Mesoniscidae)

- القسم: سينوتشيتا (Synocheta)

- بودلونديليدا (Buddelundiellidae)
- سكوبليدي (Schoebliidae)
- ستيلونسيدي (Styloniscidae)
- تيتانيدي (Titaniidae)
- تريتشونيسيدي (Trichoniscidae)
- تونانونسيدي (Tunanoniscidae)

- القسم: كرينوتشيتا (Crinocheta)

- أغناريدي (Agnaridae)
- ألونسيدي (Alloniscidae)
- أرماديليدي (Armadillidae)
- أرماديليدي (Armadillidiidae)
- بالونيسيدي (Balloniscidae)
- باثيتتروبيدا (Bathytropidae)
- بريتونيسيدي (Berytoniscidae)
- سيليستسيدي (Cylisticidae)
- ديلاتوريدي (Delatorreidae)
- ديتونيدي (Detonidae)
- إيبليدي (Eubelidae)
- هلوفيلوسيدي (Halophilosciidae)
- أوليبرينيدي (Olibrinidae)
- أونسيدي (Oniscidae)
- فيلوسيدي (Philosciidae)
- بلاتيارثيدي (Platyarthridae)
- بورسيلونيدي (Porcellionidae)
- بوديونيسيدي (Pudeoniscidae)
- ريسكوتيدي (Rhyscotidae)
- سكلروبكتيدي (Scleropactidae)
- سكيفاسيدي (Scyphacidae)
- سبيلونيسيدي (Spelaeoniscidae)
- ستينونيسيدي (Stenoniscidae)
- تيندوسفيريدي (Tendosphaeridae)
- ترتشليبوديدي (Trachelipodidae)

## الوصلات الخارجية
- قالب:روابط شقيقة مضمن

## كتابات أخرى
- Christian Schmidt & Andreas Leistikow (2004). "Catalogue of the terrestrial Isopoda (Crustacea: Isopoda: Oniscidea)" (PDF). Steenstrupia. ج. 28 ع. 1: 1–118. مؤرشف من الأصل (PDF) في 2020-04-13. (قائمة بجميع الأنواع تم نشرها في نهاية 2001)